# おづまりこ
おづ まりこは、日本の漫画家。兵庫県出身、東京都在住。

## 来歴
兵庫県に誕生。美術大学を卒業。「おひとりさまのあったか1ヶ月食費2万円生活」というブログで注目され、同タイトルの作品でデビューを果たす。同作は「第6回 料理レシピ本大賞」にてコミック賞を受賞している。独立するまで10年間、派遣社員で仕事をしていた。
2022年3月時点で、おづの著者累計部数は28万部を突破している。
2023年3月、『フォアミセス』（秋田書店）4月号より、エッセイ漫画の『思い立ったがおつまみ』の連載を開始。

## 作品リスト

### 書籍
- 『おひとりさまのあったか1ヶ月食費2万円生活』KADOKAWA、2016年5月19日発売[10]、ISBN 978-4-04-068449-9
  - 『おひとりさまのあったか1ヶ月食費2万円生活 四季の野菜レシピ』KADOKAWA、2017年4月28日発売[11]、ISBN 978-4-04-069271-5
- 『おひとりさまのゆたかな年収200万生活』KADOKAWA、既刊3巻
  1. 2018年3月16日発売[12]、ISBN 978-4-04-069791-8
  2. 2019年3月28日発売[7]、ISBN 978-4-04-065543-7
  3. 2020年4月1日発売[13]、ISBN 978-4-04-065906-0
- 『おづまりこのゆるっとたのしいおうち飲み』永岡書店、2018年11月初版発行[14]、ISBN 978-4-522-43505-2
- 『ゆるり より道ひとり暮らし』文藝春秋、2019年11月20日発売[1]、ISBN 978-4-16-391126-7
- 『わたしの1ヶ月1000円ごほうび』KADOKAWA、2022年3月2日発売[8]、ISBN 978-4-04-680333-7
- 『金曜日のほろよい1000円ふたりメシ』文藝春秋、2022年11月28日発売[3]、ISBN 978-4-16-391630-9
- 『ゆるり より道ひとり旅』文藝春秋、『CREA』サイト 2023年11月10日[15] - 連載、2024年1月16日発売[16]、ISBN 978-4-16-391796-2
- 『ゆるり 愛しのひとり旅』文藝春秋、2025年2月19日発売[17]、ISBN 978-4-16-391949-2

### 電子書籍のみ
- 思い立ったがおつまみ（『フォアミセス』2023年4月号[9] - 2024年1月号）、秋田書店 2024年6月14日配信
  - 思い立ったがおつまみ〜今日も楽しいひとり飲み〜（『フォアミセス』2024年7月号[18]）

### その他
- 『レタスクラブ』2016年12月24日増刊号別冊付録『別冊レタスクラブ コミックエッセイ祭り』 - 描きおろし作品寄稿[19]